# Siimusti
Siimusti is een plaats in de Estlandse gemeente Jõgeva, provincie Jõgevamaa. De plaats heeft 624 inwoners (2021) en heeft de status van groter dorp of ‘vlek’ (Estisch: alevik). Het is binnen de gemeente na de stad Jõgeva de plaats met de meeste inwoners.
Siimusti ligt ongeveer 5 kilometer ten zuidwesten van de stad Jõgeva.

## Geschiedenis
Siimusti werd in 1583 voor het eerst genoemd onder de naam Simus. Het viel onder het landgoed van Kurista (Estisch: Kurista mõis), waarvan het landhuis niet meer bestaat. De plaats was oorspronkelijk een dorp (Estisch: küla), maar kreeg in 1977 de status van vlek (alevik).
Siimusti is vooral bekend door zijn aardewerkfabriek, Siimusti Keraamika. De fabriek werd in 1886 gesticht door Joosep Tiiman (Joseph Tiemann, 1857-1934). Na de bezetting van Estland door de Sovjet-Unie in 1940 werd de fabriek genationaliseerd. In 1992, na het herstel van de onafhankelijkheid, werd ze weer geprivatiseerd.
Sinds 1997 heeft Siimusti een aardewerkmuseum.